# Myles Jeffrey
Myles David Jeffrey est un acteur américain né le 5 octobre 1990 dans le comté de Riverside, en Californie (États-Unis).

## Carrière
Il débute au cinéma en 1997, à l'âge de 7 ans dans Volte-face, avec John Travolta et Nicolas Cage et à la télévision dans Loïs et Clark : Les Nouvelles Aventures de Superman et Beverly Hills 90210, jusqu'à l'année suivante.
L'année suivante, il tourne au cinéma dans The Jungle Book : Mowgli's Story , Babe 2, le cochon dans la ville où il prête sa voix et Drôle de couple 2 d'Howard Deutch, puis il décroche un rôle dans Demain à la une jusqu'en 1999.

## Filmographie

### Cinéma

#### Longs métrages
- 1997 : Volte-face (Face/Off) de John Woo : Michael Archer
- 1997 : The Ugly Duckling de David Elvin, Martin Gates et Libby Simon : Les triplés (voix)
- 1998 : The Jungle Book : Mowgli's Story de Nick Marck : Un des louveteaux (voix)
- 1998 : Babe 2, le cochon dans la ville (Babe : Pig in the City) de George Miller : Easy (voix)
- 1998 : Drôle de couple 2 (The Odd Couple II) d'Howard Deutch : Le petit garçon
- 1998 : Charlie, le conte de Noël (An All Dogs Christmas Carol) de Paul Sabella : Scruffy (voix)
- 2001 : Tart de Christina Wayne (en) : Pete Storm
- 2002 : Hyper Noël (The Santa Clause 2) de Michael Lembeck : Un elfe
- 2003 : Timecop 2 : La Décision de Berlin (Timecop : The Berlin Decision) de Steve Boyum : Le livreur de journaux
- 2003 : La Cour de récré : Rentrée en classe supérieure (Recess : Taking the Fifth Grade) d'Howy Parkins (en) : T.J. Detweiler (voix)
- 2003 : La Cour de récré : Les petits contre-attaquent (Recess : All Growed Down) d'Howy Parkins (en) : T.J. Detweiler (voix)
- 2003 : Hoodlum & Son (en) d'Ashley Way : Archie Ellroy
- 2006 : Lucas, fourmi malgré lui (The Ant Bully) de John A. Davis : Steve (voix)
- 2011 : 11:11 de Rocky Costanzo : Zach / Brian
- 2018 : Représailles (Reprisal) de Brian A. Miller : Jake

#### Court métrage
- 2009 : Dude, I'm Moving Out de Michael Doneger : Gerard

### Télévision

#### Séries télévisées
- 1997 : Loïs et Clark : Les Nouvelles Aventures de Superman (Lois & Clark: The New Adventures of Superman) : Ryan
- 1997 - 1998 : Beverly Hills 90210 : Zach Reynolds
- 1998 - 1999 : Demain à la une (Early Edition) : Henry Paget
- 2000 : Urgences (ER) : Jeff Persky
- 2000 : Popular : Bruno
- 2001 : Associées pour la loi (Family Law) : Charlie Sullivan
- 2002 : Les Anges du bonheur (Touched by an Angel) : Justin Costello
- 2002 - 2003 : Rocket Power : Ray jeune (voix)
- 2002 - 2003 : Qu'est-il arrivé à... Robot Jones ? (Happened to Robot Jones ?) : Cubey (voix)
- 2003 : Stuart Little : George Little (voix)
- 2012 : Pound Puppies : Un annonceur / Un adolescent (voix)

#### Téléfilms
- 1997 : Merry Christmas, George Bailey de Matthew Diamond : Tommy Bailey
- 2000 : Chasseurs de vampire (Mom's Got a Date with a Vampire) de Steve Boyum : Taylor Hansen
- 2000 : Ma sœur est une extraterrestre (Stepsister from the Planet Weird) de Steve Boyum : Trevor Larson
- 2003 : Le Tueur du vol 816 (Code 11-14) de Jean de Segonzac : Johnny Novack
- 2003 : Ciel de glace (Frozen Impact) de Neil Kinsella : Jason Blanchard